# 田景迁
田景迁（10世纪？—975年），北宋珍州领主，西南溪峒少数民族大姓豪富。
宋太祖乾德三年（965年），以地内附，被宋朝赐名珍州（今贵州正安县西北），授田景迁为珍州刺史，世有其地，史称珍州田氏。开宝元年（968年），因当地连年灾害，建言改名高州。其子田彦伊。